# 郑德荣
郑德荣（1926年1月—2018年5月3日），吉林延吉人，中共党史专家，东北师范大学原副校长，曾任东北师范大学毛泽东思想研究所所长。2018年6月27日被追授全国优秀共产党员。2018年12月18日获改革先锋称号。